# Torre de Campomoro
La Torre de Campomoro (en cors: torra di Campumoru) és una torre genovesa situada al cim del turó de la punta di Campomoro, a 78 msnm, al municipi de Belvédère-Campomoro, a Còrsega (França). Amb 15 metres d'alçada, és la torre de guaita més gran de l'illa de Còrsega. Està declarada Monument historique.

## Descripció
Tot i els seus 15 metres d'alçada, té la particularitat de ser més ampla que alta i d'estar envoltada d'un recinte en forma d'estrella. De planta circular, es compon, com totes les torres genoveses de Còrsega, d'una planta baixa amb un dipòsit per recollir l'aigua de pluja, i una planta pis amb una sala circular coberta amb una cúpula, té un pou que baixa a la cisterna i l'escala d'accés a la terrassa. A la terrassa, que està envoltada de merlets, la sortida de l'escala està protegida per una garita amb alçat triangular.

## Història
Construïda pels genovesos el 1586, va ser dissenyada per Carlo Spinola i Giorgio Cantone, arran de l'atac dels pirates barbarescos a Sartène el 1583.
Va ser restaurada el 1986 i pertany al Conservatoire du littoral. Al primer pis hi ha una exposició permanent que mostra la història de les torres genoveses i els atacs barbarescos.